# Blåpanna
Blåpanna eller Blåpannasläkten, var en svensk medeltida frälseätt som troligen fått sitt namn efter ättens vapen, som förde ett människoansikte i skölden. Ätten utdog innan Sveriges Riddarhus grundades 1625, varför den aldrig introducerades där som adelsätt.
Vapen: ett människoansikte, omgivet av strålar.

## Historia
Blåpannasläkten, som är troligen namngiven efter ättens vapenmärke, ett människoansikte omgivet av strålar i vapenskölden, ingår i Bengt Hildebrands licentiatavhandling Esbjörn Blåpanna och hans arvingar från 1934. Förutom Esbjörn Blåpanna, är enligt Hildebrand endast ytterligare person med namnet (utan sigill) från 13 oktober 1397, med texten "Nils domare och nämnd i Yttre Tör ger Rötker 'Krouwel' fasta på jord, som han först köpt av Birger Jonsson som heter Bla-panne, bland annat i Skrubba, samt Hammarby, och Mörby i Österhaninge".

## Släkttavla
Släkttavla enligt Bengt Hildebrand, Esbjörn Blåpanna och hans arvingar 1934:
1. NN
  1. Dotter, gift med Ragvald. Hade dottern Ingrid Ragvaldsdotter, gift med Anders Ruska.
  2. Dotter, gift med Lars Larsson. Hade barnen Hemming Larsson (3 hjärtan) och Ingrid Larsdotter, gift med Anders Horn.
  3. Esbjörn Blåpanna (1372-1438). Gift senast 1398 Katarina Nilsdotter (Mörbyätten). Flera barn; döda unga.
2. Jon
  1. Birger Jonsson Blåpanna. Sålde jord på Södertörn 1397.